# Premier League 2021/2022
Soutěžní ročník Premier League 2021/22 byl 30. ročníkem Premier League, tedy anglické nejvyšší fotbalové ligy. Jednalo se o třetí sezónu, kdy se používal systém kontroly video asistenta rozhodčího (VAR). Soutěž byla započata 13. srpna 2021 a poslední kolo se odehrálo na 22. května 2022.
Titul z předchozí sezóny obhájil Manchester City FC, když si jej v posledním kole zajistil výhrou 3:2 nad Aston Villou. Liverpool skončil s odstupem jediného bodu druhý.

## Složení ligy v ročníku 2021/22
Soutěže se již tradičně účastnilo 20 celků. K prvním sedmnácti z minulého ročníku se připojili nováčci Norwich City a Watford, kteří si účast zajistili již v základní části předcházejícího ročníku EFL Championship, a Brentford, ten si účast vybojoval vítězstvím v play off. Opačným směrem putovala mužstva Fulhamu, West Bromu a Sheffieldu United.
| Klub                    | 2020/21          | Město               | Stadión                     |
| ----------------------- | ---------------- | ------------------- | --------------------------- |
| Manchester City         | Zlatá medaile    | Manchester          | Etihad Stadium              |
| Manchester United       | Stříbrná medaile | Manchester          | Old Trafford                |
| Liverpool               | Bronzová medaile | Liverpool           | Anfield                     |
| Chelsea                 | 4.               | Londýn              | Stamford Bridge             |
| Leicester City          | 5.               | Leicester           | King Power Stadium          |
| West Ham United         | 6.               | Londýn              | London Stadium              |
| Tottenham Hotspur       | 7.               | Londýn              | Tottenham Hotspur Stadium   |
| Arsenal                 | 8.               | Londýn              | Emirates Stadium            |
| Leeds United            | 9.               | Leeds               | Elland Road                 |
| Everton                 | 10.              | Liverpool           | Goodison Park               |
| Aston Villa             | 11.              | Birmingham          | Villa Park                  |
| Newcastle United        | 12.              | Newcastle upon Tyne | St James' Park              |
| Wolverhampton Wanderers | 13.              | Wolverhampton       | Molineux Stadium            |
| Crystal Palace          | 14.              | Londýn              | Selhurst Park               |
| Southampton             | 15.              | Southampton         | St Mary's Stadium           |
| Brighton & Hove Albion  | 16.              | Brighton            | Falmer Stadium              |
| Burnley                 | 17.              | Burnley             | Turf Moor                   |
| Norwich City            | Championship     | Norwich             | Carrow Road                 |
| Watford                 | Championship     | Watford             | Vicarage Road               |
| Brentford               | Championship     | Brentford           | Brentford Community Stadium |

### Realizační týmy a dresy
| Klub                    | Trenér                  | Kapitán             | Výrobce dresu | Sponzor dresu (hrudník) | Sponzor dresu (rukáv) |
| ----------------------- | ----------------------- | ------------------- | ------------- | ----------------------- | --------------------- |
| Arsenal                 | Mikel Arteta            | Alexandre Lacazette | Adidas        | Emirates                | Visit Rwanda          |
| Aston Villa             | Steven Gerrard          | Tyrone Mings        | Kappa         | Cazoo                   | OB Sports             |
| Brentford               | Thomas Frank            | Pontus Jansson      | Umbro         | Hollywoodbets           | Safetyculture         |
| Brighton & Hove Albion  | Graham Potter           | Lewis Dunk          | Nike          | American Express        | SnickersUK.com        |
| Burnley                 | Mike Jackson (dočasný)  | Ben Mee             | Umbro         | Spreadex Sports         | AstroPay              |
| Chelsea                 | Thomas Tuchel           | César Azpilicueta   | Nike          | Three                   | Hyundai               |
| Crystal Palace          | Patrick Vieira          | Luka Milivojević    | Puma          | W88                     | Facebank              |
| Everton                 | Frank Lampard           | Séamus Coleman      | Hummel        | Cazoo                   | –                     |
| Leeds United            | Jesse Marsch            | Liam Cooper         | Adidas        | SBOTOP                  | BOXT                  |
| Leicester City          | Brendan Rodgers         | Kasper Schmeichel   | Adidas        | FBS                     | Bia Saigon            |
| Liverpool               | Jürgen Klopp            | Jordan Henderson    | Nike          | Standard Chartered      | Expedia               |
| Manchester City         | Pep Guardiola           | Fernandinho         | Puma          | Etihad Airways          | Nexen Tire            |
| Manchester United       | Ralf Rangnick (dočasný) | Harry Maguire       | Adidas        | TeamViewer              | Kohler                |
| Newcastle United        | Eddie Howe              | Jamaal Lascelles    | Castore       | FUN88                   | Kayak                 |
| Norwich City            | Dean Smith              | Grant Hanley        | Joma          | Lotus Cars              | JD Sports             |
| Southampton             | Ralph Hasenhüttl        | James Ward-Prowse   | Hummel        | Sportsbet.io            | Virgin Media          |
| Tottenham Hotspur       | Antonio Conte           | Hugo Lloris         | Nike          | AIA                     | Cinch                 |
| Watford                 | Roy Hodgson             | Moussa Sissoko      | Kelme         | Stake.com               | Dogecoin              |
| West Ham United         | David Moyes             | Mark Noble          | Umbro         | Betway                  | Scope Markets         |
| Wolverhampton Wanderers | Bruno Lage              | Conor Coady         | Castore       | ManBetX                 | Bitci.com             |

### Trenérské změny
| Klub                    | Odcházející trenér  | Důvod odchodu          | Datum odchodu      | Pozice v tabulce | Příchozí trenér         | Datum příchodu     |
| ----------------------- | ------------------- | ---------------------- | ------------------ | ---------------- | ----------------------- | ------------------ |
| Crystal Palace          | Roy Hodgson         | Konec smlouvy          | 24. května 2021    | Před sezónou     | Patrick Vieira          | 4. července 2021   |
| Wolverhampton Wanderers | Nuno Espírito Santo | Vzájemný souhlas       | 24. května 2021    | Před sezónou     | Bruno Lage              | 9. června 2021     |
| Everton                 | Carlo Ancelotti     | Přesun do Realu Madrid | 1. června 2021     | Před sezónou     | Rafael Benítěz          | 30. června 2021    |
| Tottenham Hotspur       | Ryan Mason          | Konec smlouvy          | 30. června 2021    | Před sezónou     | Nuno Espírito Santo     | 30. června 2021    |
| Watford                 | Xisco Muñoz         | Vyhozen                | 3. října 2021      | 14. místo        | Claudio Ranieri         | 4. října 2021      |
| Newcastle United        | Steve Bruce         | Vzájemný souhlas       | 20. října 2021     | 19. místo        | Eddie Howe              | 8. listopadu 2021  |
| Tottenham Hotspur       | Nuno Espírito Santo | Vyhozen                | 1. listopadu 2021  | 8. místo         | Antonio Conte           | 2. listopadu 2021  |
| Norwich City            | Daniel Farke        | Vyhozen                | 6. listopadu 2021  | 20. místo        | Dean Smith              | 13. listopadu 2021 |
| Aston Villa             | Dean Smith          | Vyhozen                | 7. listopadu 2021  | 15. místo        | Steven Gerrard          | 11. listopadu 2021 |
| Manchester United       | Ole Gunnar Solskjær | Vyhozen                | 21. listopadu 2021 | 7. místo         | Ralf Rangnick (dočasný) | 3. prosinec        |
| Everton                 | Rafael Benítěz      | Vyhozen                | 16. ledna 2022     | 15. místo        | Frank Lampard           | 30. ledna 2022     |
| Watford                 | Claudio Ranieri     | Vyhozen                | 24. ledna 2022     | 19. místo        | Roy Hodgson             | 25. ledna 2022     |
| Leeds United            | Marcelo Bielsa      | Vyhozen                | 27. února 2022     | 16. místo        | Jesse Marsch            | 28. února 2022     |
| Burnley                 | Sean Dyche          | Vyhozen                | 15. dubna 2022     | 18. místo        | Mike Jackson (dočasný)  | 15. dubna 2022     |

## Tabulka
| Poř. | Tým                     | Z  | V  | R  | P  | VG | OG | B  |
| ---- | ----------------------- | -- | -- | -- | -- | -- | -- | -- |
| 1.   | Manchester City (C)     | 38 | 29 | 6  | 3  | 99 | 26 | 93 |
| 2.   | Liverpool               | 38 | 28 | 8  | 2  | 94 | 26 | 92 |
| 3.   | Chelsea                 | 38 | 21 | 11 | 6  | 76 | 33 | 74 |
| 4.   | Tottenham Hotspur       | 38 | 22 | 5  | 11 | 69 | 40 | 71 |
| 5.   | Arsenal                 | 38 | 22 | 3  | 13 | 61 | 48 | 69 |
| 6.   | Manchester United       | 38 | 16 | 10 | 12 | 57 | 57 | 58 |
| 7.   | West Ham United         | 38 | 16 | 8  | 14 | 60 | 51 | 56 |
| 8.   | Leicester City          | 38 | 14 | 10 | 14 | 62 | 59 | 52 |
| 9.   | Brighton & Hove Albion  | 38 | 12 | 15 | 11 | 42 | 44 | 51 |
| 10.  | Wolverhampton Wanderers | 38 | 15 | 6  | 17 | 38 | 43 | 51 |
| 11.  | Newcastle United        | 38 | 13 | 10 | 15 | 44 | 62 | 49 |
| 12.  | Crystal Palace          | 38 | 11 | 15 | 12 | 50 | 46 | 48 |
| 13.  | Brentford               | 38 | 13 | 7  | 18 | 48 | 56 | 46 |
| 14.  | Aston Villa             | 38 | 13 | 6  | 19 | 52 | 54 | 45 |
| 15.  | Southampton             | 38 | 9  | 13 | 16 | 43 | 67 | 40 |
| 16.  | Everton                 | 38 | 11 | 6  | 21 | 43 | 66 | 39 |
| 17.  | Leeds United            | 38 | 9  | 11 | 18 | 42 | 79 | 38 |
| 18.  | Burnley (R)             | 38 | 7  | 14 | 17 | 34 | 53 | 35 |
| 19.  | Watford (R)             | 38 | 6  | 5  | 27 | 34 | 77 | 23 |
| 20.  | Norwich City (R)        | 38 | 5  | 7  | 26 | 23 | 84 | 22 |

Pravidla pro klasifikaci: 1) Body; 2) Gólový rozdíl; 3) vstřelené góly; 4.1) Body získané ve vzájemných zápasech; 4.2) Vstřelené góly ve vzájemných zápasech; 4.3) Play-off
|  | Přímý postup do Ligy mistrů                  |
|  | Přímý postup do Evropské ligy                |
|  | Postup do play-off Evropské konferenční ligy |
|  | Sestup do EFL Championship                   |

## Statistiky

### Střelci

#### Nejlepší střelci
|     | Hráč              | Klub              | Góly |
| --- | ----------------- | ----------------- | ---- |
| 1.  | Mohamed Salah     | Liverpool         | 23   |
| 1.  | Son Hung-min      | Tottenham Hotspur | 23   |
| 3.  | Cristiano Ronaldo | Manchester United | 18   |
| 4.  | Harry Kane        | Tottenham Hotspur | 17   |
| 5.  | Sadio Mané        | Liverpool         | 16   |
| 6.  | Kevin De Bruyne   | Manchester City   | 15   |
| 6.  | Jamie Vardy       | Leicester City    | 15   |
| 6.  | Diogo Jota        | Liverpool         | 15   |
| 9.  | Wilfried Zaha     | Crystal Palace    | 14   |
| 10. | Raheem Sterling   | Manchester City   | 13   |

#### Hattricky
| Hráč              | Klub              | Soupeř                  | Skóre   | Datum           |
| ----------------- | ----------------- | ----------------------- | ------- | --------------- |
| Bruno Fernandes   | Manchester United | Leeds United            | 5:1 (D) | 14. srpna 2021  |
| Roberto Firmino   | Liverpool         | Watford                 | 5:0 (H) | 16. října 2021  |
| Mason Mount       | Chelsea           | Norwich City            | 7:0 (D) | 23. října 2021  |
| Joshua King       | Watford           | Everton                 | 5:2 (H) | 23. října 2021  |
| Mohamed Salah     | Liverpool         | Manchester United       | 5:0 (H) | 24. října 2021  |
| Jack Harrison     | Leeds United      | West Ham United         | 3:2 (H) | 16. ledna 2022  |
| Raheem Sterling   | Manchester City   | Norwich City            | 4:0 (H) | 12. února 2022  |
| Ivan Toney        | Brentford         | Norwich City            | 3:1 (H) | 3. března 2022  |
| Cristiano Ronaldo | Manchester United | Tottenham Hotspur       | 3:2 (D) | 12. března 2022 |
| Son Hung-min      | Tottenham Hotspur | Aston Villa             | 4:0 (H) | 9. dubna 2022   |
| Cristiano Ronaldo | Manchester United | Norwich City            | 3:2 (D) | 16. dubna 2022  |
| Gabriel Jesus4    | Manchester City   | Watford                 | 5:1 (D) | 23. dubna 2022  |
| Kevin De Bruyne4  | Manchester City   | Wolverhampton Wanderers | 5:1 (H) | 11. května 2021 |

Poznámky
4 Hráč vstřelil 4 góly
(D) – Domácí tým
(H) – Hostující tým

#### Nejlepší asistenti
|     | Hráč                   | Klub              | Asistence |
| --- | ---------------------- | ----------------- | --------- |
| 1.  | Mohamed Salah          | Liverpool         | 13        |
| 2.  | Trent Alexander-Arnold | Liverpool         | 12        |
| 3.  | Harvey Barnes          | Leicester City    | 10        |
| 3.  | Jarrod Bowen           | West Ham United   | 10        |
| 3.  | Mason Mount            | Chelsea           | 10        |
| 3.  | Andrew Robertson       | Liverpool         | 10        |
| 7.  | Reece James            | Chelsea           | 9         |
| 7.  | Harry Kane             | Tottenham Hotspur | 9         |
| 7.  | Paul Pogba             | Manchester United | 9         |
| 10. | Michail Antonio        | West Ham United   | 8         |
| 10. | Kevin De Bruyne        | Manchester City   | 8         |
| 10. | Gabriel Jesus          | Manchester City   | 8         |
| 10. | Dejan Kulusevski       | Tottenham Hotspur | 8         |
| 10. | James Maddison         | Leicester City    | 8         |

### Čistá konta
|     | Hráč              | Klub                    | Čistá konta |
| --- | ----------------- | ----------------------- | ----------- |
| 1.  | Alisson           | Liverpool               | 20          |
| 1.  | Ederson           | Manchester City         | 20          |
| 3.  | Hugo Lloris       | Tottenham Hotspur       | 15          |
| 4.  | Édouard Mendy     | Chelsea                 | 14          |
| 5.  | Aaron Ramsdale    | Arsenal                 | 12          |
| 6.  | Vicente Guaita    | Crystal Palace          | 11          |
| 6.  | Emiliano Martínez | Aston Villa             | 11          |
| 6.  | José Sá           | Wolverhampton Wanderers | 11          |
| 6.  | Robert Sánchez    | Brighton & Hove Albion  | 11          |
| 10. | Nick Pope         | Burnley                 | 9           |

### Disciplína

#### Hráči
- Nejvíce žlutých karet: 11[101]
  -  Junior Firpo (Leeds United)
  -  Tyrone Mings (Aston Villa)
  -  James Tarkowski (Burnley)

- Nejvíce červených karet: 2[102]
  -  Raúl Jiménez (Wolverhampton Wanderers)
  -  Ezri Konsa (Aston Villa)

#### Klub
- Nejvíce žlutých karet: 101[103]
  - Leeds United

- Nejvíce červených karet: 6[104]
  - Everton

## Ocenění

### Měsíční
| Měsíc    | Trenér měsíce          | Trenér měsíce           | Hráč měsíce            | Hráč měsíce       | Gól měsíce          | Gól měsíce        | Reference               |
| Měsíc    | Trenér                 | Klub                    | Hráč                   | Klub              | Hráč                | Klub              | Reference               |
| -------- | ---------------------- | ----------------------- | ---------------------- | ----------------- | ------------------- | ----------------- | ----------------------- |
| Srpen    | Nuno Espírito Santo    | Tottenham Hotspur       | Michail Antonio        | West Ham United   | Danny Ings          | Aston Villa       | [ 105 ] [ 106 ] [ 107 ] |
| Září     | Mikel Arteta           | Arsenal                 | Cristiano Ronaldo      | Manchester United | Andros Townsend     | Everton           | [ 108 ] [ 109 ] [ 110 ] |
| Říjen    | Thomas Tuchel          | Chelsea                 | Mohamed Salah          | Liverpool         | Mohamed Salah       | Liverpool         | [ 111 ] [ 112 ] [ 113 ] |
| Listopad | Pep Guardiola          | Manchester City         | Trent Alexander-Arnold | Liverpool         | Rodri               | Manchester City   | [ 114 ] [ 115 ] [ 116 ] |
| Prosinec | Pep Guardiola          | Manchester City         | Raheem Sterling        | Manchester City   | Alexandre Lacazette | Arsenal           | [ 117 ] [ 118 ] [ 119 ] |
| Leden    | Bruno Lage             | Wolverhampton Wanderers | David de Gea           | Manchester United | Mateo Kovačić       | Chelsea           | [ 120 ] [ 121 ] [ 122 ] |
| Únor     | Eddie Howe             | Newcastle United        | Joël Matip             | Liverpool         | Wilfried Zaha       | Crystal Palace    | [ 123 ] [ 124 ] [ 125 ] |
| Březen   | Mikel Arteta           | Arsenal                 | Harry Kane             | Tottenham Hotspur | Cristiano Ronaldo   | Manchester United | [ 126 ] [ 127 ] [ 128 ] |
| Duben    | Mike Jackson (dočasný) | Burnley                 | Cristiano Ronaldo      | Manchester United | Miguel Almirón      | Newcastle United  | [ 129 ] [ 130 ] [ 131 ] |

### Roční ocenění
| Ocenění                                   | Vítěz           | Klub            |
| ----------------------------------------- | --------------- | --------------- |
| Premier League Manager of the Season      | Jürgen Klopp    | Liverpool       |
| Premier League Player of the Season       | Kevin De Bruyne | Manchester City |
| Premier League Young Player of the Season | Phil Foden      | Manchester City |
| Premier League Goal of the Season         | Mohamed Salah   | Liverpool       |
| PFA Players' Player of the Year           | Mohamed Salah   | Liverpool       |
| PFA Young Player of the Year              | Phil Foden      | Manchester City |
| Hráč roku dle FWA                         | Mohamed Salah   | Liverpool       |
| PFA Fans' Player of the Year              | Mohamed Salah   | Liverpool       |

| PFA Team of the Year | PFA Team of the Year               | PFA Team of the Year               | PFA Team of the Year               | PFA Team of the Year              | PFA Team of the Year                  | PFA Team of the Year                  | PFA Team of the Year                  | PFA Team of the Year                  | PFA Team of the Year             | PFA Team of the Year             | PFA Team of the Year             | PFA Team of the Year             |
| -------------------- | ---------------------------------- | ---------------------------------- | ---------------------------------- | --------------------------------- | ------------------------------------- | ------------------------------------- | ------------------------------------- | ------------------------------------- | -------------------------------- | -------------------------------- | -------------------------------- | -------------------------------- |
| Brankář              | Alisson (Liverpool)                | Alisson (Liverpool)                | Alisson (Liverpool)                | Alisson (Liverpool)               | Alisson (Liverpool)                   | Alisson (Liverpool)                   | Alisson (Liverpool)                   | Alisson (Liverpool)                   | Alisson (Liverpool)              | Alisson (Liverpool)              | Alisson (Liverpool)              | Alisson (Liverpool)              |
| Obránci              | Trent Alexander-Arnold (Liverpool) | Trent Alexander-Arnold (Liverpool) | Trent Alexander-Arnold (Liverpool) | Virgil van Dijk (Liverpool)       | Virgil van Dijk (Liverpool)           | Virgil van Dijk (Liverpool)           | Antonio Rüdiger (Chelsea)             | Antonio Rüdiger (Chelsea)             | Antonio Rüdiger (Chelsea)        | João Cancelo (Manchester City)   | João Cancelo (Manchester City)   | João Cancelo (Manchester City)   |
| Záložníci            | Kevin De Bruyne (Manchester City)  | Kevin De Bruyne (Manchester City)  | Kevin De Bruyne (Manchester City)  | Kevin De Bruyne (Manchester City) | Thiago (Liverpool)                    | Thiago (Liverpool)                    | Thiago (Liverpool)                    | Thiago (Liverpool)                    | Bernardo Silva (Manchester City) | Bernardo Silva (Manchester City) | Bernardo Silva (Manchester City) | Bernardo Silva (Manchester City) |
| Útočníci             | Mohamed Salah (Liverpool)          | Mohamed Salah (Liverpool)          | Mohamed Salah (Liverpool)          | Mohamed Salah (Liverpool)         | Cristiano Ronaldo (Manchester United) | Cristiano Ronaldo (Manchester United) | Cristiano Ronaldo (Manchester United) | Cristiano Ronaldo (Manchester United) | Sadio Mané (Liverpool)           | Sadio Mané (Liverpool)           | Sadio Mané (Liverpool)           | Sadio Mané (Liverpool)           |

## Vítěz
| Premier League 2021/22 Manchester City (6. titul) |